# Се Рахі Ховіс
Се Рахі Ховіс (перс. سه راهي خويس‎) — село в Ірані, остані Хузестан, шахрестані Шуш, бахші Шавур, дехестані Шавур. За даними перепису 2006 року, його населення становило 113 осіб, що проживали у складі 18 сімей.